# Olvera
Olvera este un municipiu în provincia Cádiz, Andaluzia, Spania cu o populație de 8.614 locuitori.